# Judolia
Judolia is een kevergeslacht uit de familie van de boktorren (Cerambycidae). De wetenschappelijke naam van het geslacht werd voor het eerst geldig gepubliceerd in 1863 door Mulsant.

## Soorten
Judolia omvat de volgende soorten:
- Judolia cordifera (Olivier, 1795)
- Judolia gaurotoides (Casey, 1893)
- Judolia impura (LeConte, 1857)
- Judolia instabilis (Haldeman, 1847)
- Judolia japonica (Tamanuki, 1943)
- Judolia montivagans (Couper, 1864)
- Judolia parallelopipeda (Motschulsky, 1860)
- Judolia quadrata (LeConte, 1873)
- Judolia scapularis (Van Dyke, 1920)
- Judolia sexmaculata (Linnaeus, 1758)
- Judolia sexspilota (LeConte, 1859)
- Judolia swainei (Hopping, 1922)